# Pius (nomen)
Pius (lat: vroom, toegewijd, trouw) is naam die als agnomen of (later) als nomen gentile werd gebruikt. De eerste keizer die dit agnomen gebruikte was Antoninus Pius die deze bijnaam kreeg nadat hij zich met succes had ingezet voor de vergoddelijking, de consecratio, van Hadrianus. In zijn geval wordt de naam meestal vertaald als de Vrome of de Trouwe.
Als agnomen tijdens de republikeinse en keizerlijke tijd
- Quintus Caecilius Metellus Pius, (127 v.Chr. - 63 v.Chr.)
- Quintus Caecilius Metellus Pius Cornelianus Scipio Nasica, (98 v.Chr. - 52 v.Chr.)
- Sextus Pompeius Magnus Pius, (68 v.Chr. - 35 v.Chr.)
- Titus Aelius Hadrianus Antoninus Augustus Pius (86 - 161)
- Marcus Antonius Gordianus Pius (225 - 244)

Als nomen gentile in het Gallo-Romeinse rijk
- Gaius Pius Esuvius Tetricus I, laatste heerser van het Gallo-Romeinse rijk, lid van de Gens Pia.
- Gaius Pius Esuvius Tetricus II, zijn zoon.